# 永福パーキングエリア

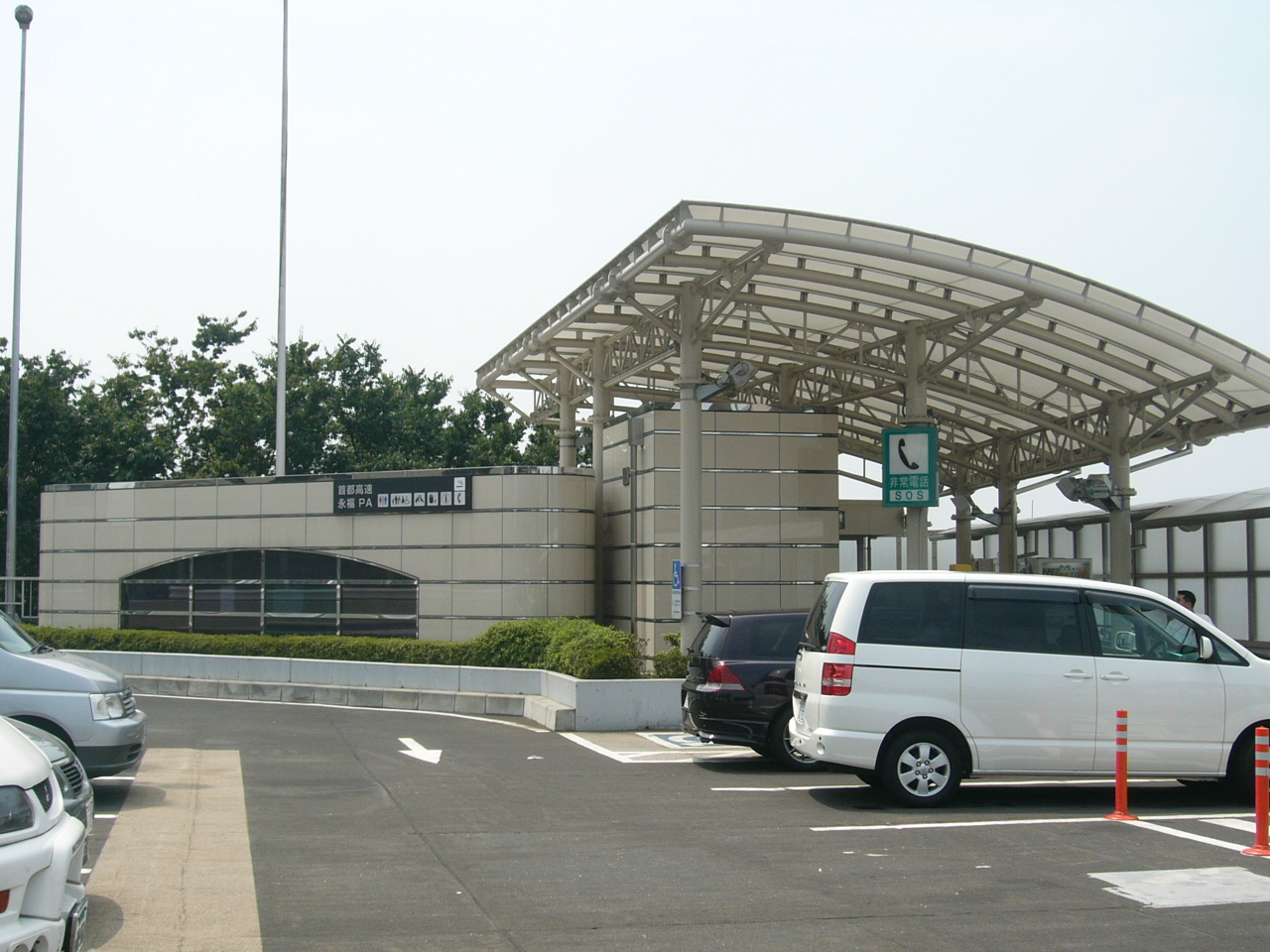
永福PA（2006年8月撮影）

永福パーキングエリア（えいふくパーキングエリア）は、東京都杉並区の首都高速道路4号新宿線上にあるパーキングエリア。
上り線（東京都心方面）にのみ設置されており、永福本線料金所手前の左側に位置している。

## 道路
- 首都高速4号新宿線

## 施設

### 上り線（新宿・三宅坂方面）
所在地：東京都杉並区永福一丁目64-2外
- 駐車場
  - 小型17台
  - 大型 1台
  - 身障者用 1台
- トイレ
  - 男 大3 (洋式3)、小4
  - 女 5 (洋式5)
  - 身障者用 1
- 自動販売機

## 隣
首都高速4号新宿線
(407)幡ヶ谷出入口 - (408)永福出入口 - 永福PA/TB - (409)永福出入口 - (411)高井戸出入口